# Chilades serrula
Chilades serrula es una mariposa de la familia Lycaenidae. Es endémica de Senegal.